# Parodia neoarechavaletae
Parodia neoarechavaletae är en kaktusväxtart som först beskrevs av Havlícek, och fick sitt nu gällande namn av David Richard Hunt. Parodia neoarechavaletae ingår i släktet Parodia och familjen kaktusväxter. Inga underarter finns listade i Catalogue of Life.